# Kalkgrub (Sankt Wolfgang)
Kalkgrub  ist ein Gemeindeteil von St. Wolfgang im oberbayerischen Landkreis Erding.

## Lage
Der Weiler Kalkgrub liegt zwei Kilometer südwestlich des Rathauses des Gemeindehauptorts Sankt Wolfgang.

## Naturschutz
Die Stieleiche nordwestlich von Kalkgrub ist als Naturdenkmal in die Liste der Naturdenkmäler im Landkreis Erding eingetragen.

## Bevölkerungsentwicklung
Um 1970 gab es in Kalkgrub 10 Einwohner. Im Mai 1987 lebten dort 19 Einwohner in sechs Wohngebäuden.
| Jahr      | 1871 | 1925 | 1950 | 1970 | 1987 |
| Einwohner | 13   | 13   | 23   | 16   | 19   |